# Wappen der Gemeinde Sankt Wolfgang
Das Wappen der Gemeinde Sankt Wolfgang ist seit 1973 neben der Flagge das offizielle Hoheitszeichen von Sankt Wolfgang. 

## Blasonierung
„Wellenförmig geteilt von Rot und Silber; oben ein silberner Pferderumpf, unten ein schräggestelltes blaues Beil.“

## Geschichte
Das Wappen wurde vom Gautinger Heraldiker Heinz Bessling gestaltet.
Das Pferd im oberen Teil des Wappens entstammt dem Wappen der Grafen Fraunberger zu Haag. Sankt Wolfgang war über Jahrhunderte Bestandteil der ehemaligen Grafschaft Haag.
Das Beil im unteren Teil des Wappens nimmt Bezug auf den Namen der Gemeinde. Es ist eines der Attribute des Heiligen Wolfgang, der in der Wallfahrtskirche verehrt wird in Erinnerung an eine von ihm im 10. Jahrhundert unter dem Altar der Wolfgangskapelle erweckte Quelle.
Die Regierung von Oberbayern genehmigte mit Beschluss vom 12. Juni 1973 die Führung des Wappens durch die Gemeinde.